# 커피와 할머니
《커피와 할머니》는 MBC TV에서 1988년 6월 12일에 방영된 베스트셀러극장이다.

## 줄거리
노총각 민교수(김용건) 집에 문명의 때가 묻지 않은 강화도 할머니(정혜선)가 가정부로 들어온다. 할머니는 생소한 도시문화에 적응하지 못해 갖가지 실수를 하면서도 열심히 자기 일을 한다. 미국에 있던 민교수의 동생 혜숙이 어느 날 귀국하여 민교수네에 묵게 되면서 할머니와 크고 작은 충돌이 끊이지 않는다.

## 출연
- 정혜선
- 김복희
- 김용건
- 김애라
- 김애경
- 이희도
- 이휘향
- 홍리나
- 신신애
- 윤예희
- 임재경
- 임하경
- 김혜란
- 최용숙
- 이정민
- 배창식